# Luis Mariano (bokser)
Luis Mariano – kubański bokser, złoty medalista igrzysk Ameryki Środkowej i Karaibów w San Juan z roku 1966.

## Kariera
W 1966 roku Mariano zajął pierwsze miejsce w kategorii muszej na igrzyskach Ameryki Środkowej i Karaibów, które rozgrywane były w San Juan. W półfinale pokonał Gwatemalczyka Cesara Sagastone, awansując wraz z Meksykaninem Ricardo Delgado do finału. Finałowy pojedynek zakończył się zwycięstwem Kubańczyka.